# Sergueï Scheideman
Sergueï Mikhaïlovitch Scheideman, en russe Сергей Михайлович Шейдеман, né le 30 août 1857 et mort en 1922, est un général de cavalerie russe, chef de corps d'armée lors de la Première Guerre mondiale.

## Carrière

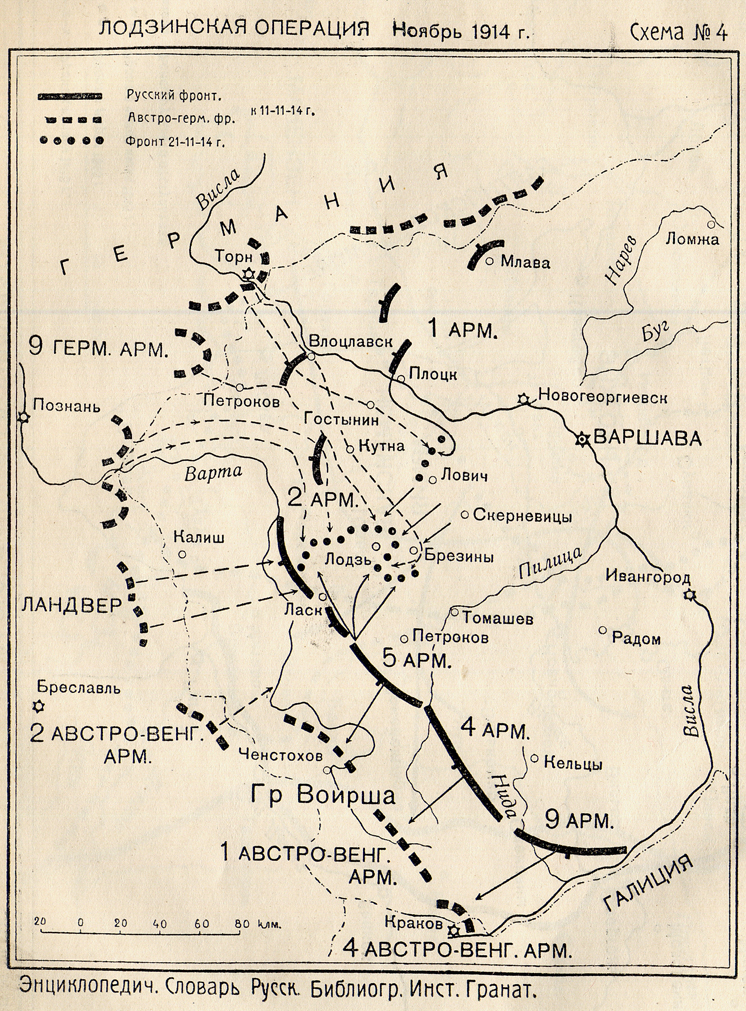
La bataille de Łódź,novembre 1914, carte russe.

Il est formé au corps des cadets de Poltava et achève en 1877 sa formation à l'École d'artillerie de Saint-Pétersbourg, après quoi il est affecté à une batterie d'artillerie de campagne avec le grade de podporuchik (en) (un grade de lieutenant). Il combat par la suite dans la 3e Brigade d'artillerie du Régiment des Grenadiers de la Garde lors de la guerre russo-turque de 1877-1878. En 1883, il achève sa formation à l'École d'État-major du tsar Nicolas et devient capitaine de compagnie. Il est alors affecté dans le district militaire de Kiev et devient aide de camp à la 11e division de cavalerie. De 1888 à 1889, il commande une troupe du 34e régiment de dragons de Starodoub, part en 1892 à l'État-major du IIe Corps d'armée, est promu colonel en 1894, puis est aide de camp du district militaire de Kiev jusqu'en 1896. De 1896 à 1901, il est chef de la 4e Division de cavalerie, et dirige pendant un an le 1er Régiment de dragons de Moscou. Jusqu'en 1906, il est à l'État-major du district de Moscou où il finit major général du quartier-général. Fin 1906, Scheideman est nommé pour deux ans au district militaire d'Extrême-Orient et devient lieutenant général. De 1908 à 1912, il commande la 3e division de cavalerie à Kaunas. En mai 1912, il est chef du IIe Corps d'armée du district de Vilnius qu'il commande au début de la Première Guerre mondiale.

### Première Guerre mondiale
Lors du déclenchement de la Première Guerre mondiale, Scheideman à la tête du IIe Corps d'armée est rattaché à la 1re armée le 22 août 1914. Il prend part en août 1914 à l'entrée des troupes russes en Prusse-Orientale (en). Après  la défaite russe de Tannenberg qui voit la destruction de la 2e armée et le suicide de son chef le général Samsonov, Scheideman est placé à la tête de la 2e armée russe reconstituée le 5 septembre. Au cours du mois de septembre, ses actions permettent de déplacer des troupes allemandes et d'éviter la destruction de la 1re armée russe au cours de la Première bataille des lacs de Mazurie.
En octobre 1914, Scheideman dirige la 2e armée russe à la bataille de la Vistule. Le 7 octobre 1914, les troupes allemandes du général August von Mackensen attaquent la 2e armée près de Troitsa. Le 11 octobre, le 2e corps d'armée sibérien de Scheideman prend les forts de Varsovie. Trois jours plus tard, les forces des 1er corps d'armée sibérien, 2e corps d'armée sibérien et des 1er, 2e et 4e Corps d'armée attaquent le groupe Mackensen dans la région de Prutkov. Les troupes russes prennent Błonie et Sochaczew du 15 au 17 octobre. Le 24 octobre, l'armée de Scheidemann rejette la 9e armée allemande derrière la rivière Rawka. Le 30 octobre, les troupes de Scheideman occupent Łódź.
En novembre 1914, la 2e armée russe participe à la bataille de Łódź. Scheidemann n'a pas pu empêcher l'encerclement de son armée à Łódź.
Le lieutenant Bauermeister, officier du service de cryptographie du haut état-major allemand, raconte comment il a pu décrypter le code radio de l'armée russe au milieu de la bataille de Łódź et prendre ainsi connaissance de la confusion qui régnait dans l'armée russe : « Dans un des radiogrammes déchiffrés par moi, le général de cavalerie Scheideman, commandant du 11e C.A. russe, s'adressait ainsi au commandement d'armée : "Je vous prie de me faire connaître par T.S.F. quel corps se trouve au nord et quel corps au sud du mien. La situation est des plus critiques. J'ai perdu tout contrôle. Informez-moi sur la situation générale. Scheideman" ».
Le 20 novembre 1914, Scheidemann est démis de ses fonctions par le général Nikolaï Rouzski pour son incompréhension de la situation. Le 5 décembre 1914, il cède officiellement le commandement de la 2e armée russe au général Vladimir Vassilievitch Smirnov et rétrogradé comme commandement du 1er corps d'armée du Turkestan.
En 1916, Scheidemann et son corps d'armée sont rattachés à la 8e armée russe lors de l'offensive Broussilov sur le front sud-ouest. Entre le 5 et le 9 juillet, lors des batailles de Tuman et de Rosinich, Scheidemann brise le groupe du général Fata et force la traversée de la rivière Stokhid. Sous la pression des troupes allemandes, il est contraint de retirer son corps à travers le Stokhid les 10 et 11 juillet.
Pour raisons médicales, Scheidemann est affecté, le 4 juin 1917, dans les réserves du quartier général du district militaire de Kiev. En novembre 1917, il est de retour au service actif, il est nommé commandant de la 10e armée russe.

### Guerre civile russe
En 1918, Scheidemann rejoint volontairement les rangs de l'Armée rouge, il est nommé chef militaire de l'unité de Riazan surveillant la région de Moscou. Pendant la guerre civile russe, il commande la 1re division d'infanterie de Riazan de l'Armée rouge. Du 22 octobre au 5 novembre 1920, il dirige le quartier général de la 17e division de cavalerie des Cosaques rouges.
Par la suite, Sheydeman est arrêté et meurt probablement en détention.